# グリミ
グリミ（Grimi 韓国名: 그리미）は、大韓民国のアニメ制作会社。

## 概要
韓国初の長編アニメーション映画である『少年勇者ギルドン』でアニメーターとして参加したユ・ソンウンが、KBS(美術部門)とEBSを経て1976年に教育動画として設立。以降は新元プロダクション（新元動画）、プロダクション・グリミと社名変更して現在に至る。
設立から数年は日本の東映動画（現在の東映アニメーション）と提携し、大元動画・世映動画と共に東映作品の下請け業務を担当していた。新元プロダクションへの社名変更前後より海外アニメの下請けと韓国アニメの元請制作へと乗り出し、次第に東映作品からは手を引く形で東映動画との提携を解消。
2001年に日本のアニメ会社であるジェイ・シー・エフと提携して『キ・ファイターテラン』を製作。日本でもNHK BS2にて放送されるなど一定の成功を収めた。
現在は日本のテレビアニメ作品の下請け業務を継続しており、かつてのような元請制作は行われていない。主なテロップ表記として金子育教(教育動画時代)、GREEMIまたはGreemyなどが使用されている。

## 沿革
- 1976年7月 - ソウル特別市に教育動画を設立。その後、東映動画と提携[1]。
- 1984年 - 東映動画を通じて『戦え!超ロボット生命体トランスフォーマー』・『地上最強のエキスパートチーム G.I.ジョー』などの下請け業務で海外アニメに進出。
- 1986年9月 - 新元プロダクション（新元動画）に商号変更。
- 1987年 - 韓国初のテレビアニメ作品である『流れ者カッチ』で元請制作を開始。
- 1988年 - プラザ合意による円高を受けて東映動画との提携を解消。
- 1999年5月 - プロダクション・グリミに商号変更。
- 2001年 - 『キ・ファイターテラン』を製作・放送。同年に韓国アニメーション高校内にオフィスを新設[3]。

## 作品履歴

### テレビアニメ
| 放送年 | 作品名                   | 備考                                      |
| ------ | ------------------------ | ----------------------------------------- |
| 1987年 | 流れ者カッチ             | 共同制作 - 大元動画、世映動画             |
| 1988年 | テコン童子 マルチ        |                                           |
| 1989年 | モトル導師               | - 1990年                                  |
| 1990年 | 白菜道士と大根道士の昔々 | 共同制作 - 韓湖興業、東洋動画、テイクワン |
| 2002年 | キ・ファイターテラン     | - 2003年、制作協力 - ジェイ・シー・エフ   |

#### 制作協力
| 放送年 | 作品名                                       | 制作元請                           | 備考                                           |
| ------ | -------------------------------------------- | ---------------------------------- | ---------------------------------------------- |
| 1978年 | 銀河鉄道999                                  | 東映動画                           | - 1981年                                       |
| 1978年 | キャプテン・フューチャー                     | 東映動画                           | - 1979年                                       |
| 1981年 | タイガーマスク二世                           | 東映動画                           | - 1982年                                       |
| 1982年 | 機甲艦隊ダイラガーXV                         | 東映動画                           | - 1983年                                       |
| 1983年 | 光速電神アルベガス                           | 東映動画                           | - 1984年、各話制作協力                         |
| 1983年 | 銀河疾風サスライガー                         | 国際映画社                         | - 1984年                                       |
| 1984年 | ビデオ戦士レザリオン                         | 東映動画                           | - 1985年、各話制作協力                         |
| 1984年 | キン肉マン 決戦!7人の正義超人vs宇宙野武士    | 東映動画                           |                                                |
| 1984年 | 戦え!超ロボット生命体トランスフォーマー      | マーベル・プロダクション           | - 1986年、各話制作協力                         |
| 1985年 | 地上最強のエキスパートチーム G.I.ジョー      | マーベル・プロダクション           | - 1986年、各話制作協力                         |
| 1985年 | Jem                                          | マーベル・プロダクション           | - 1988年、各話制作協力                         |
| 1986年 | 戦え!超ロボット生命体トランスフォーマー2010  | マーベル・プロダクション           | - 1987年、各話制作協力                         |
| 1986年 | テディ・ラクスピンの冒険                     | DICアニメーション・シティ ディック | - 1987年、各話制作協力                         |
| 1987年 | トランスフォーマー ザ・リバース              | マーベル・プロダクション           | 各話制作協力                                   |
| 1988年 | ドクゴ・タク 鳩の合唱                        | 世映動画                           | [ 4 ]                                          |
| 1988年 | デニス・ザ・メネス                           | DICアニメーション・シティ          | シーズン2各話制作協力                          |
| 1988年 | ポケットザウルス                             | C&D                                | 各話制作協力                                   |
| 1988年 | 川辺の夢の木                                 | C&D                                | [ 4 ]                                          |
| 1988年 | アニメ ゴーストバスターズ                    | DICアニメーション・シティ          | シーズン4各話制作協力                          |
| 1997年 | コングクン! 物語のポケット                   | 韓湖興業                           | - 1998年、各話制作協力                         |
| 1999年 | 課長王子                                     | AIC A.P.P.P.                       | 原画                                           |
| 2006年 | 銀河鉄道物語 〜永遠への分岐点〜              | スタジオ九魔                       | - 2007年、原画・動画・仕上                     |
| 2007年 | 逆境無頼カイジ Ultimate Survivor             | マッドハウス                       | - 2008年、第二原画                             |
| 2008年 | 紅 kurenai                                   | ブレインズ・ベース                 | 動画・仕上                                     |
| 2008年 | コードギアス 反逆のルルーシュR2              | サンライズ                         | 動画・仕上                                     |
| 2008年 | ONE OUTS -ワンナウツ-                        | マッドハウス                       | - 2009年、仕上                                 |
| 2008年 | 純情ロマンチカ2                              | スタジオディーン                   | 原画                                           |
| 2009年 | メタルファイト ベイブレード                  | タツノコプロ                       | - 2010年、動画・仕上                           |
| 2009年 | 蒼天航路                                     | マッドハウス                       | 仕上                                           |
| 2014年 | デュエル・マスターズ VS                      | アセンション SMDE                  | - 2015年、動画チェック・仕上                   |
| 2014年 | RAIL WARS!                                   | パッショーネ                       | 背景協力                                       |
| 2014年 | 精霊使いの剣舞                               | ティー・エヌ・ケー                 | 動画・仕上                                     |
| 2016年 | 双星の陰陽師                                 | studioぴえろ                       | - 2017年、動画・彩色                           |
| 2017年 | ブラッククローバー                           | studioぴえろ                       | - 2021年、動画・彩色                           |
| 2018年 | パズドラ                                     | studioぴえろ                       | 動画・彩色                                     |
| 2018年 | からくりサーカス                             | スタジオヴォルン                   | - 2019年、仕上                                 |
| 2019年 | ブギーポップは笑わない                       | マッドハウス                       | 色指定                                         |
| 2019年 | ダイヤのA actII                              | マッドハウス                       | - 2020年、動画・仕上                           |
| 2019年 | 妖怪ウォッチ!                                | OLM マジックバス                   | 仕上                                           |
| 2019年 | かつて神だった獣たちへ                       | MAPPA                              | 色指定・検査                                   |
| 2019年 | GRANBLUE FANTASY The Animation Season 2      | MAPPA                              | 彩色・スキャン・仕上検査                       |
| 2019年 | ノー・ガンズ・ライフ                         | マッドハウス                       | - 2020年、動画・仕上                           |
| 2019年 | 妖怪ウォッチJam 妖怪学園Y 〜Nとの遭遇〜      | OLM                                | - 2021年、動画・仕上                           |
| 2020年 | とある科学の超電磁砲T                        | J.C.STAFF                          | 仕上                                           |
| 2020年 | A3!                                          | P.A.WORKS Studio 3Hz               | 動画・スキャナー・色指定・検査・検査補佐・仕上 |
| 2020年 | ジビエート                                   | ランチ・BOX スタジオエル           | 第二原画・動画・仕上                           |
| 2022年 | ハコヅメ〜交番女子の逆襲〜                   | マッドハウス                       | 動画・色指定・検査・仕上                       |
| 2022年 | オーバーロードIV                             | マッドハウス                       | 動画・仕上                                     |
| 2022年 | はたらく魔王さま!!                           | Studio 3Hz                         | - 2023年、動画・仕上                           |
| 2022年 | 虫かぶり姫                                   | マッドハウス                       | 動画・仕上・色指定・検査                       |
| 2023年 | 異世界はスマートフォンとともに。2            | J.C.STAFF                          | デジタル動画・仕上・検査                       |
| 2023年 | THE MARGINAL SERVICE                         | Studio 3Hz                         | 動画・仕上                                     |
| 2024年 | ザ・ファブル                                 | 手塚プロダクション                 | 動画・仕上・色指定・仕上検査・動画検査         |
| 2025年 | クラスの大嫌いな女子と結婚することになった。 | Studio五組 AXsiZ                   | 動画・仕上                                     |
| 2025年 | ボールパークでつかまえて!                    | EMTスクエアード                    | 動画・仕上                                     |
| 2025年 | 謎解きはディナーのあとで                     | マッドハウス                       | 動画・仕上                                     |

### 劇場アニメ
| 公開年 | 作品名                  | 制作元請   | 備考               |
| ------ | ----------------------- | ---------- | ------------------ |
| 1983年 | 宇宙戦艦ヤマト 完結編   | 東映動画   | 協力プロダクション |
| 1984年 | '84テコンV              | 韓国動画   |                    |
| 2001年 | 犬夜叉 時代を越える想い | サンライズ | 仕上               |